# دانیلا هولتز
دانیلا هولتز (انگلیسی: Daniela Holtz؛ زادهٔ ۱ ژانویهٔ ۱۹۷۷) هنرپیشه تئاتر، تلویزیون و سینما اهل آلمان است.
از فیلم‌ها یا برنامه‌های تلویزیونی که وی در آن نقش داشته‌است می‌توان به سه، ققنوس، و ویکتوریا اشاره کرد.